# Hiroshi Sowa
Hiroshi Sowa (楚輪 博, Sowa Hiroshi) est un footballeur japonais né le 1er mai 1956, reconverti entraîneur. Au cours de sa carrière de joueur, il évoluait au poste de milieu de terrain.

## Palmarès de joueur
- Champion du Japon en 1980
- Finaliste de la Coupe du Japon en 1983
- Vainqueur de la Coupe de la Ligue japonaise en 1983, 1984
- Finaliste de la Coupe de la Ligue japonaise en 1982